# Дюкейн, Ирис
Ирис Дюкейн (фр. Iris Duquesne) — французский климатический активист, родом из Бордо. 23 сентября 2019 года она подала жалобу на Францию, Германию, Аргентину, Бразилию и Турцию по поводу не соблюдения договора об ограничения выбросов в атмосферу. Вместе с пятнадцатью другими молодыми людьми со всего мира, включая Грету Тунберг, она осуждает бездействие лидеров по климатическому плану как нарушение Конвенции ООН о правах ребёнка.
Она присоединилась к калифорнийской неправительственной организации «Наследники наших океанов», занимающейся сохранением океанов и объединяющей десятки тысяч молодых людей по всему миру. Ирис также уделяет большое внимание вторичной переработке отходов.
Она с детства верит в выражение, что дети должны у взрослых. Однако пора осознать, что и взрослых нам есть чему научить. С 2019 года она является представителем Sorry Children в США.